# Muntanya Assolada
 (novembre 2024).
Si vous disposez d'ouvrages ou d'articles de référence ou si vous connaissez des sites web de qualité traitant du thème abordé ici, merci de compléter l'article en donnant les références utiles à sa vérifiabilité et en les liant à la section « Notes et références ».
Muntanya Assolada  est un site préhistorique situé dans la commune d'Alzira (comarque de Ribera Alta) dans la province de Valence,.
Le site archéologique correspond à un établissement humain de l'âge du bronze situé sur la rive droite du Júcar, construit sur le sommet d'un contrefort de la Serra de Corbera (es), dominant la plaine fluviale à une hauteur de 227 m.

## Historique
Les campagnes de fouilles ont commencé en 1978, sous la direction de Bernat Martí Oliver (ca), et ont continué jusqu'en 1996 et ont repris ponctuellement les travaux sur le chantier en 2004. À partir des années 90, Rosa Enguix Alemany (es) et María Jesús de Pedro rejoignent la direction. La zone actuellement fouillée est de 700 m2 et comprend différentes structures d'habitation, telles qu'une rue centrale et des appartements rectangulaires des deux côtés dans l'un desquels un four domestique pour cuire du pain ou griller des céréales a été documenté, et dans une autre l'entrée par des marches en pierre ; un mur de 2 m de large sur presque 3 m de haut ; terres d'occupation et épisodes d'abandon ; stabulation du bétail; et terrassement des pentes pour agrandir leur surface.
Actuellement, le site appartient à la Mairie d'Alcira et la reprise des fouilles par le Service de Recherches Préhistoriques vise à consolider les structures exhumées et à les signaler pour l'accès des visiteurs.

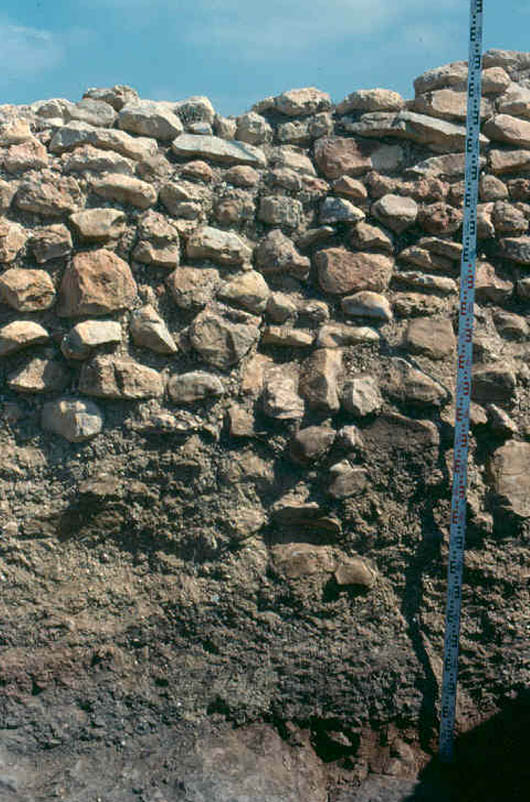
Vue du mur.

Une grotte funéraire située à proximité nous renseigne sur la continuité de l'utilisation des grottes naturelles comme nécropoles, et une fosse funéraire individuelle a également été localisée à l'intérieur du village. En revanche, les matériaux récupérés montrent une large séquence chronologique entre le Bronze ancien et le Bronze final.

## Matériel archéologique

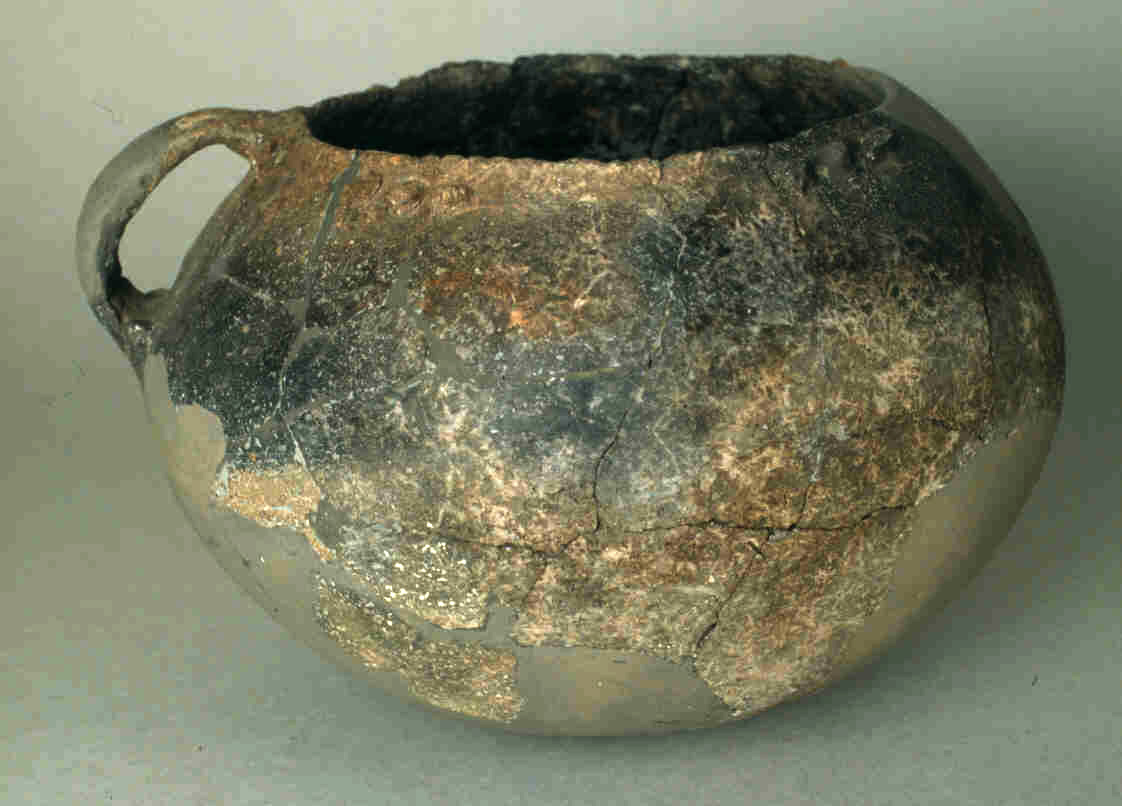
Récipient en céramique.

Les matériaux sont déposés au Musée de la préhistoire de Valence. Les céramiques présentent une grande variété de formes, telles que bols et coupes, pots et bocaux de conservation, récipients carénés et torsadés, ou encore cuillères ; et des motifs décoratifs tels que des incisions, des coutures, des cordons à doigts ou une décoration brunie . Parmi les objets métalliques figurent des poinçons, des pointes de flèches, un poignard à rivet et un burin, ainsi que d'autres éléments liés à l'activité métallurgique comme des scories, un marteau en pierre et un creuset en céramique. 

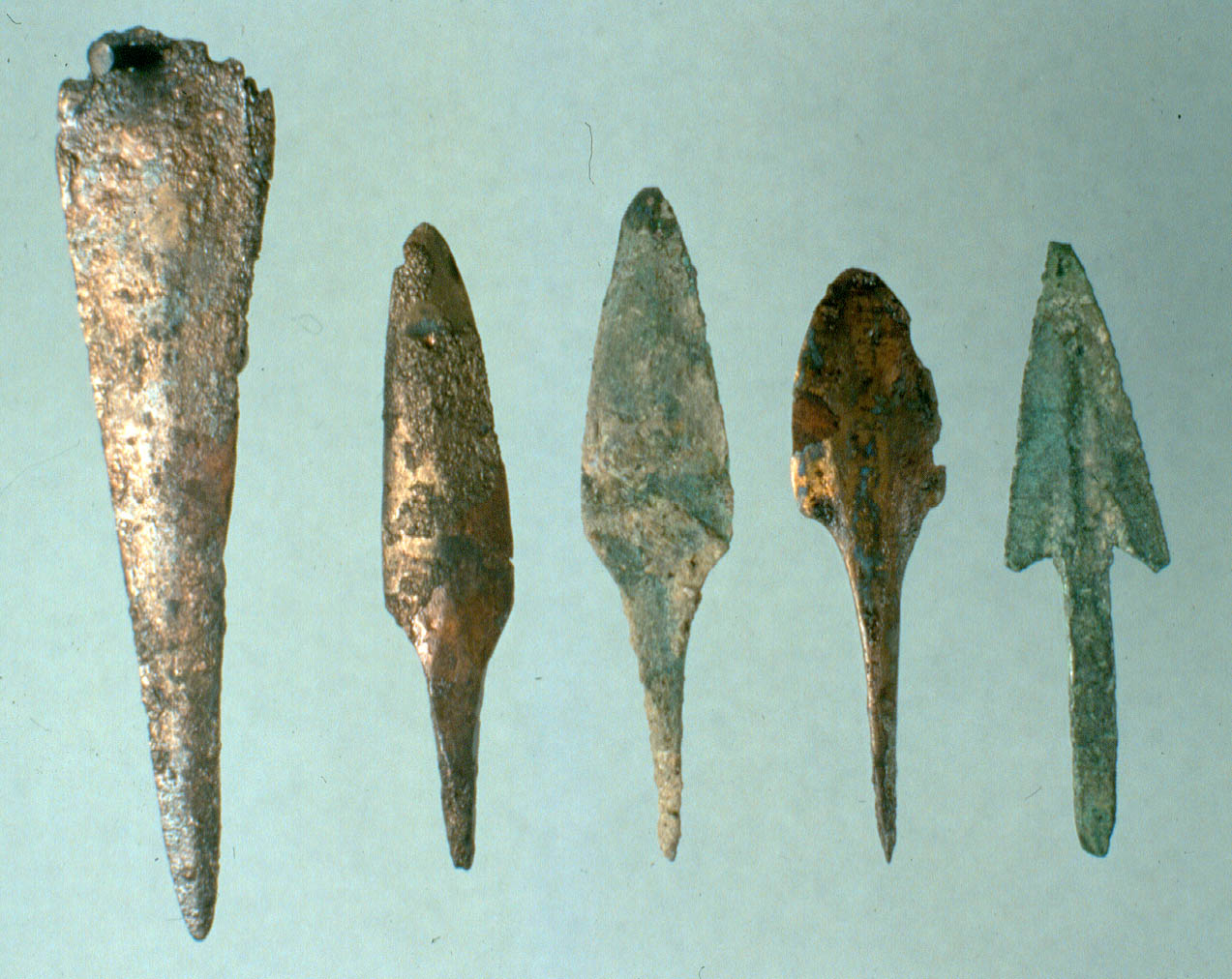
Pointes en métal.

L'industrie lithique présente une bonne représentation de dents de faucille et de pointes de flèches en silex, d'outils en pierre polie et de nombreux vestiges de sculpture. Et l'industrie osseuse est représentée par des poinçons, des spatules et des burins, ainsi que par une bague et différents boutons en ivoire. Les vestiges fauniques offrent l'image d'une commune agricole avec une prédominance de moutons et de chèvres, le bœuf étant utilisé comme animal de trait et de force, et comme producteur de viande et de lait ; Des porcs sont également élevés et des restes de chevaux et de chiens sont connus. La chasse au cerf, au-delà de la nécessaire protection des cultures contre les herbivores, indique l'existence d'un couvert végétal notable. La datation d'un groupe faunique de la strate inférieure d'un espace existant entre le mur supérieur et une structure voûtée qui y est attachée, a fourni une datation de 3470 av. J.-C., entre 1890 et 1690 av. J.-C..

## Sépultures humaines

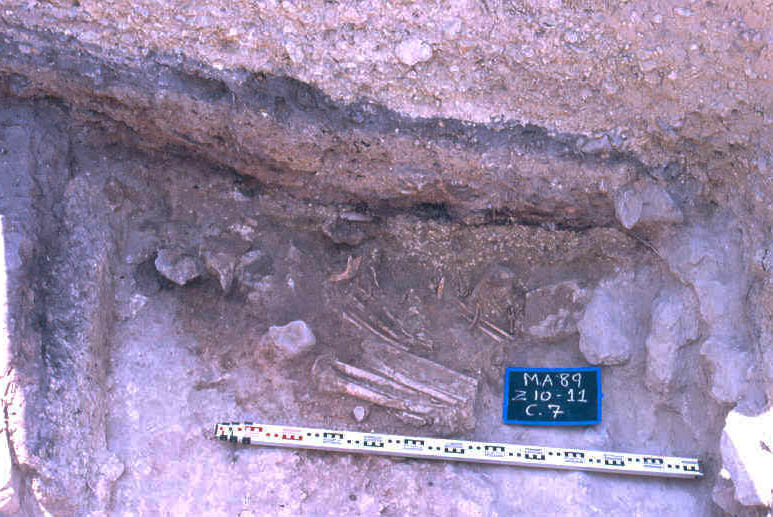
Sépulture.

La présence de sépultures humaines sur le site est attestée par la fouille d'une petite grotte funéraire à proximité du village, sur l'escarpement du côté sud-est, qui a fourni les restes d'au moins quatre individus, des ossements d'animaux et une partie du trousseau qui accompagnait les enterrés. En revanche, sur son versant sud le plus occidental, dans l'espace délimité par un large mur et par différents rangs de pierre qui se succèdent le long du versant extérieur, a été creusée une fosse circulaire qui contenait une autre sépulture humaine, sous une sédimentation de plus plus de deux mètres. Le défunt était en position fœtale, en décubitus latéral droit, les jambes fléchies et les pieds croisés. Le bras droit étendu derrière le dos et la main écrasée par un bloc. Le bras gauche était plié devant le corps et la main était tendue sous le visage, manquant la majeure partie du crâne et de la mâchoire supérieure. La datation absolue au Carbone-14 de cet individu a fourni une date de 3760 ans, entre 2210 et 2130 av. J.-C..